# 蒙索内斯
蒙索内斯（法語：Montsaunès，法語發音：[mɔ̃sonɛs]）是法国上加龙省的一个市镇，属于圣戈当区。

## 地理
蒙索内斯（43°6'41"N, 0°56'12"E）面积9.12 平方千米，位于法国奧克西塔尼大區上加龙省，该省份为法国西南部内陆省份，西南端与西班牙接壤，自此顺时针与上比利牛斯省、热尔省、塔恩-加龙省、塔恩省、奥德省和阿列日省接壤。
与蒙索内斯接壤的市镇（或旧市镇、城区）包括：菲加罗勒、莱斯泰勒-德圣马托里、马讷、萨拉特河畔马泽尔、圣马托里、萨利斯迪萨拉特、卡斯蒂永-德圣马托里。

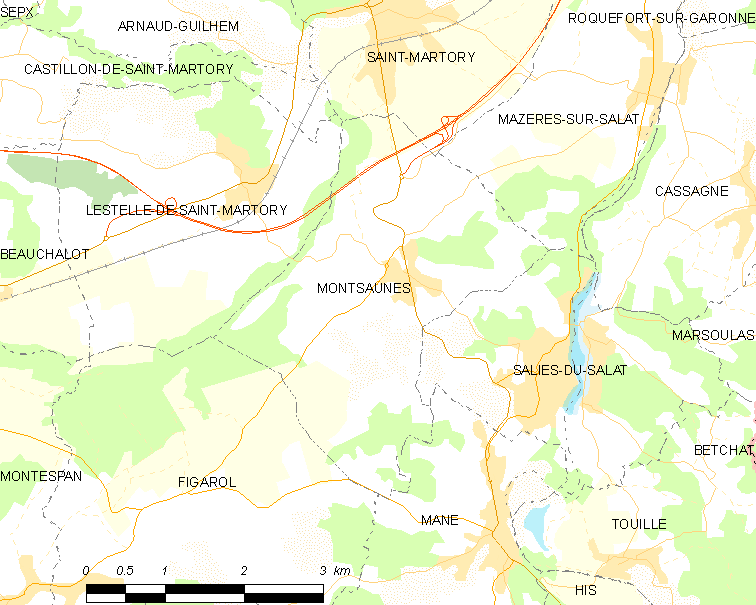
蒙索内斯的OSM定位图

蒙索内斯的时区为UTC+01:00、UTC+02:00（夏令时）。

## 行政
蒙索内斯的邮政编码为31260，INSEE市镇编码为31391。

## 政治
蒙索内斯所属的省级选区为巴涅尔德吕雄县。

## 人口

1962-2008年间蒙索内斯人口变化图示

蒙索内斯于2022年1月1日时的人口数量为455人。